# Videowand

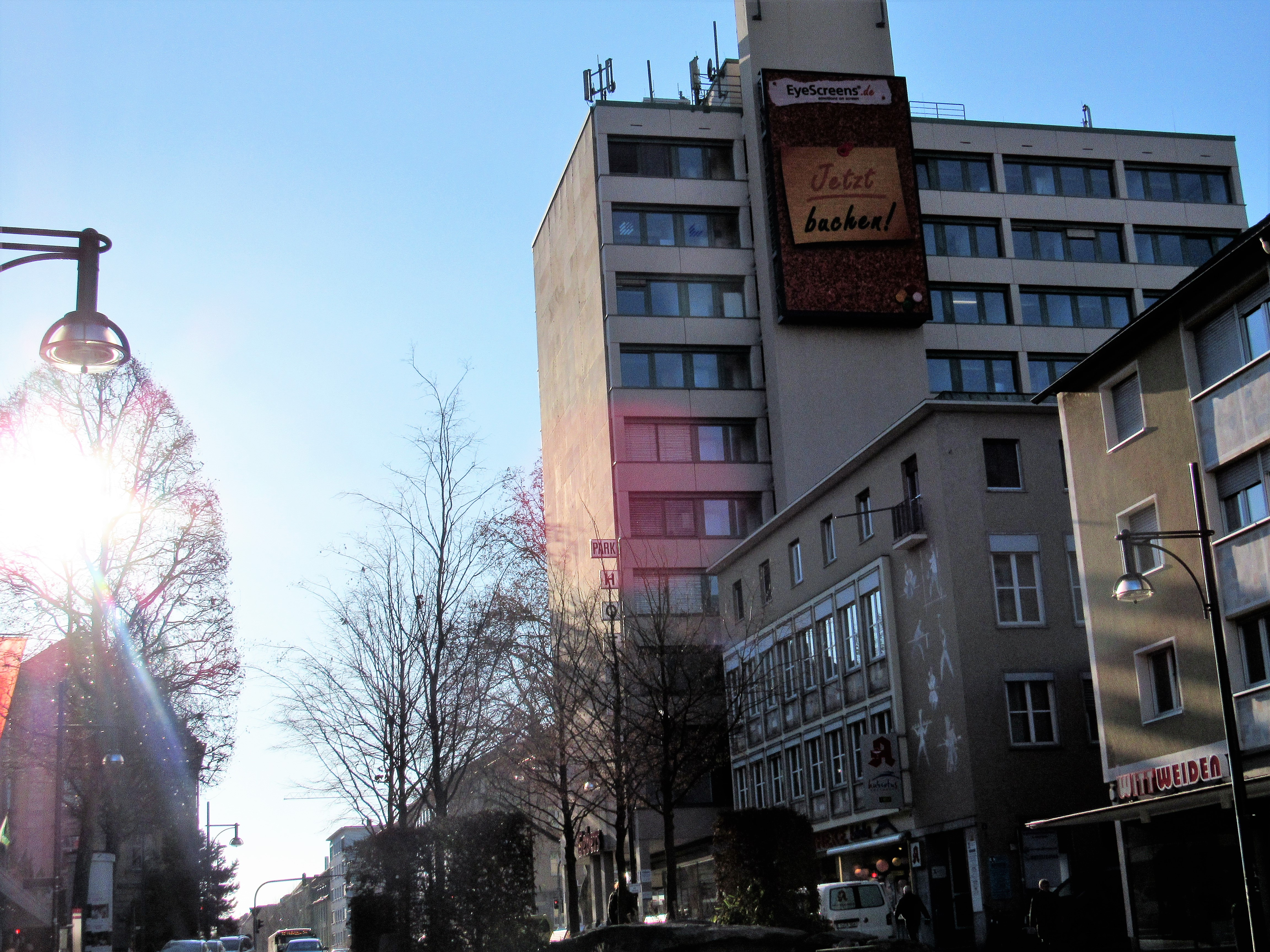
LED-Werbewand am Iduna-Hochhaus
in Schweinfurt

Als Videowand – oder auch LED-Wand, Video wall, LED wall – bezeichnet man eine große Anzeigefläche zur Darstellung von bewegten Bildern.

## Geschichte
Eine frühe Version war die Fernseh-Großanlage Karolus (benannt nach August Karolus) von Telefunken von 1935. Das quadratische System hatte 100 Zeilen mit je 100 Glühlampen bei einer Größe von 4 m × 4 m. Es wurde zu Werbe- bzw. Demonstrationszwecken öffentlich mit Live-Übertragung vorgeführt.

## Beschreibung
Verwendung finden Videowände häufig bei Großveranstaltungen wie Konzerten oder Sportveranstaltungen. In modernen Stadien und großen Multifunktionsarenen gehören sie mittlerweile zum Standard. Hierbei werden entweder ein Kamerabild oder grafische Informationen auf der Wand dargestellt, um den Zuschauern ein Fan-TV, Werbeeinblendungen oder statistische Daten zum Geschehen zu präsentieren. Es werden dabei im Gegensatz zum Filmprojektor elektronische Signale eingespielt.
Ursprünglich bestand eine Videowand nur aus einer Projektionswand oder einer Mattscheibe, auf der durch einen Eidophor ein Bild projiziert wurde. Häufig wurden auch mehrere Röhrenmonitoren zu einer großen Fläche zusammengesetzt, wodurch aber aus den Zwischenräumen ein störendes schwarzes Gitter entstand. Später wurden auch Beamer zur Projektion eingesetzt, wobei die Qualität bei lichtschwachen Geräten jedoch sehr zu wünschen übrig ließ.
Daneben gibt es auch Großbildwände für Innenraum-Anwendungen wie in Kontrollräumen für Leitwarten oder Verkehrsleitzentralen. Wegen der dazu erforderlichen größeren Auflösung bei geringerem Betrachterabstand werden dazu jedoch nicht Paneele aufgebaut aus diskreten LEDs verwendet, sondern Kombinationen aus mehreren Plasma- oder LCD-Bildschirmen mit bedeutend höherer Auflösung. Allerdings haben LCD-Lösungen den Nachteil, dass zwischen den einzelnen Bildschirmen an den Stoßstellen Bildlücken von etwa 6 mm Breite entstehen. Dies entspricht der doppelten Rahmenbreite der einzelnen Bildschirme. Elektronik sorgt dafür, dass entweder Einzelbilder auf den unterschiedlichen Bildschirmen dargestellt oder aber bildschirmübergreifend ein Gesamtbild erzeugt wird.
Aktuelle, großflächige Videowände sind meist sogenannte LED-Wände, das heißt, sie bilden das Bild aus vielen roten, grünen und blauen LEDs, also Leuchtdioden, die über eine Steuerelektronik angesteuert werden.
Folgende technische Eigenschaften gehören zur Funktion einer Videowand beziehungsweise der Beschreibung ihrer technischen Eigenschaften. Das Bildresultat entsteht aus einem komplexen Zusammenspiel dieser und weiterer Faktoren; je nach Verwendungszweck kann die Priorität unterschiedlich gelagert sein. So ergeben sich bei der Verwendung in Innenräumen andere Anforderungen als beim Einsatz im Freien – unter anderem ist bei Indoor-Veranstaltungen der Sichtabstand geringer, sodass eine feinere Auflösung von Vorteil ist. Bei Einstrahlung von Sonnenlicht im Outdoor-Bereich wiederum stehen neben der Allwettertauglichkeit die Helligkeit und das Kontrastverhalten im Vordergrund.
Videowände werden zunehmend auch in der Werbung eingesetzt. So entstand im Jahr 2010 der größte Testmarkt Deutschlands in Saarbrücken mit insgesamt 8 Videowänden mit einer Größe von 9 bis 15 m² an Bundesstraßen und an belebten Innenstadtstraßen. Der Testmarkt verfügt über eine Gesamtfläche an Videowandmodulen von 84 m² (Stand Juni 2011). Die Motive wechseln in der Regel im 6-Sekunden-Takt. Die Versorgung des Netzwerkes erfolgt über eine Client-Server-Lösung mit Internetanbindung jeder Videowand. Die Videowände können so im Sekundentakt an die Inhalte angepasst, aber auch per Fernwartung überwacht werden. Im Mai 2011 wurde eine Folge der Krimireihe Tatort unter Einbeziehung der Videowände in Saarbrücken abgedreht.

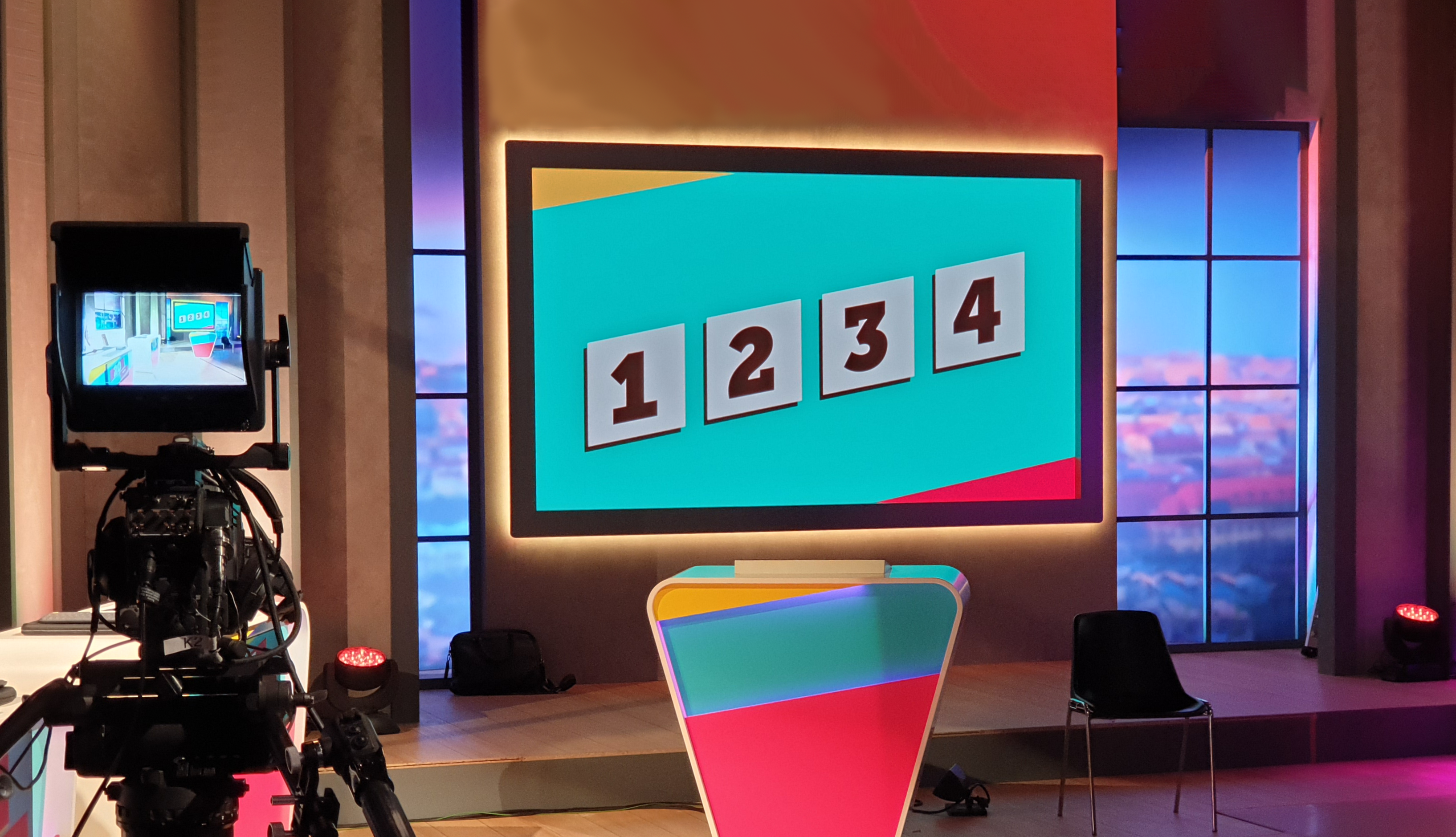
NPP Videowall im TV Studio

Die Miniaturisierung der LEDs macht inzwischen Pixelabstände < 1 mm möglich. Neue LED-Verpackungen (sogenannte Mini-LEDs) vereinen 4 komplette RGB-Pixel, also 12 einzelne LEDs, in einem einzelnen Gehäuse mit vorverdrahteter Matrix. Solche NPP-Displays (narrow pixel pitch) werden vor allem in TV-Studios aber auch für Konferenzräume oder digitale Kinos verwendet. Die Geräte können meist HDR-Inhalte in HDR10/HLG darstellen. Die nächste Stufe der Miniaturisierung stellen die Micro-LEDs dar. Bei der sogenannte COB-Technik (Chip on board), werden die Siliziumchips direkt auf die Leiterplatte bestückt, dort verdrahtet und vergossen. Problematisch war es hier, bei Einführung der Technik um 2021, noch die Herstellungsdefekte zu minimieren. Inzwischen sind diese Probleme überwunden.

## LEDs

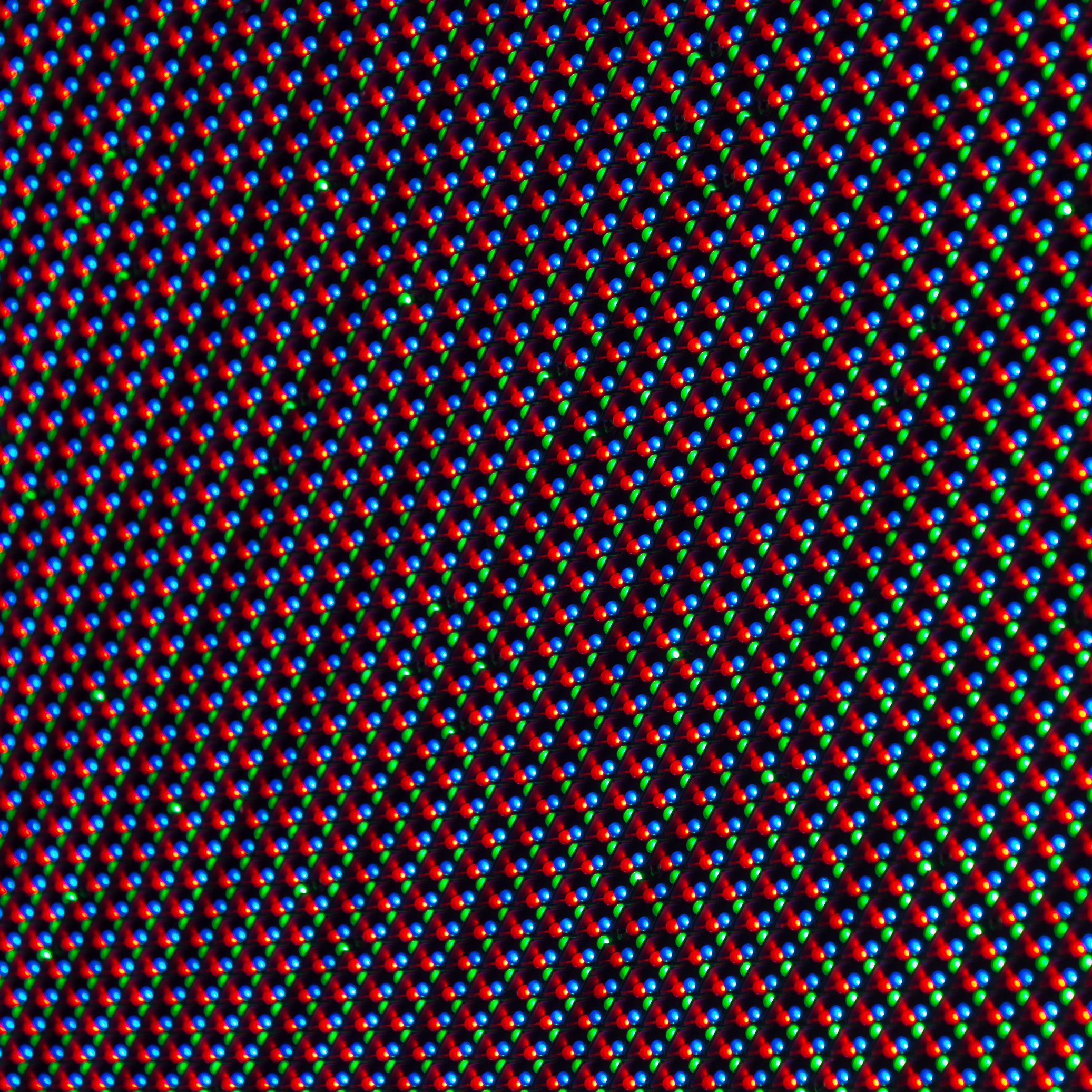
Detailaufnahme der LED-Matrix einer Videowand

Leuchtdioden zeichnen sich gegenüber Glühlampen durch eine deutlich geringe Stromaufnahme, eine hohe Lebensdauer und für die Bilddarstellung sehr gut geeignete und steuerbare Abstrahlcharakteristik aus. Eine maximale optische Qualität einer Videowand ist ohne höchste Qualität bei dieser Komponente nicht zu erzielen. Für ein homogenes Bild sind zudem identische Eigenschaften aller verwendeten Dioden wichtig. Langfristig ist immer ein Alterungsprozess festzustellen, der sich unter anderem in nachlassender Helligkeit sowie Farbveränderungen bemerkbar macht. Moderne Displaysteuerungen ermöglichen inzwischen eine „Kalibrierung“ auf Pixelbasis. Das heißt, die einzelnen Pixel werden bezüglich ihrer Helligkeit und ihrer Farbe korrigiert.

### SMD
Während herkömmliche Dioden mit Drähten einzeln auf die Platine gesteckt sind, fassen SMD-LEDs (Surface-mounted device) jeweils drei Dioden, per Oberflächenmontage verlötet, in einem Gehäuse auf einer Platine zusammen. Der mit der SMD-Bauweise ermöglichte geringere Pixelabstand und die hohe Bildqualität zahlen sich dort aus, wo der Betrachtungsabstand gering ist, also in erster Linie bei Indoor-Geräten. Dank der rasanten Entwicklung im Bereich von Helligkeit und Haltbarkeit finden SMDs allerdings auch zunehmend im Freien Verwendung.

### IMD- und Mini-LED
IMD-LEDs stellen den nächsten Schritt der Miniaturisierung dar. Hier werden 4 Pixel, also 12 LEDs, in einem einzelnen Gehäuse verpackt und als Matrix vorverdrahtet. Mit diesen auch Mini-LED genannten Komponenten lassen sich Pixelabstände von 0,9 mm und weniger realisieren.

## Technische Begriffe
Pixel
Die kleinste Einheit zur Definition eines Bildpunkts ist das Pixel. Drei LEDs in den Grundfarben Rot, Grün und Blau bilden jeweils eine Einheit, ein Pixel. Je mehr Pixel vorhanden sind, desto höher ist die resultierende Bildauflösung der Videowand.
Virtuelle Pixel
Mit virtuellen Pixeln lässt sich bei großem Pixelabstand eine vergleichsweise feine Bildwiedergabe erreichen: Die Software-Steuerung berechnet das Bild auf Grundlage von vier Dioden pro Pixel anstatt von dreien – mit einer zusätzlichen roten. Als Schnittmenge zwischen benachbarten Bildpunkten entstehen auf diese Weise zusätzliche – virtuelle, nicht physisch existente – Pixel.
Pixelabstand
Die physische Auflösung von Videowänden ergibt sich aus dem Pixelabstand, also dem Abstand von Mittelpunkt zu Mittelpunkt der benachbarten Dioden. Die Werte bewegen sich derzeit etwa innerhalb einer Bandbreite von etwa 0,9 mm bis 25 mm, wobei ein kleinerer Abstand das feinere, höher aufgelöste Bild ergibt.
Betrachtungsabstand
Die Wahrnehmung des Pixelabstands relativiert sich mit dem Abstand des Betrachters zum Bild. Als Faustregel kann gelten, dass der Pixelabstand, nicht in Millimetern, sondern in Metern angewandt, auch dem Mindestsichtabstand entspricht. Pixel sind mit einem Abstand von dann 3,5′ immer noch störend sichtbar. 20 mm Pixelabstand bedeuten demnach rund 20 m Mindestsichtabstand. Der ideale Betrachtungsabstand dagegen entspricht dem 3-fachen des Mindestsichtabstands. Ab hier sind, für einen normalsichtigen Menschen, zwei benachbarte Pixel, auch im Bereich des schärfsten Sehens (2° Seh Winkel), nicht mehr zu unterscheiden. Anders gesagt: Farbflächen erscheinen als völlig homogen, selbst wenn sich der Betrachter auf Details konzentriert.
Sichtwinkel
Bei Videowänden in Stadien beträgt der Sichtwinkel zwischen 120° und 160°. Für Betrachter außerhalb dieses Sichtwinkels ist das Bild nicht mehr optimal dargestellt.
Farbtiefe
Mit Farbtiefe wird die Bandbreite angegeben, in der einzelne Pixel Helligkeitsabstufungen der Grundfarben des RGB-Farbraums Rot, Grün und Blau wiedergeben können. 8 Bit bezeichnen pro Farbe 256 Abstufungen, also insgesamt 16,8 Mio. mögliche Farben pro Pixel. Die Grenze der Farbtiefe, die das menschliche Gehirn tatsächlich wahrnehmen kann, liegt bei 6 bis 8 Bit. Die deutlich größere Farbtiefe, die in der elektronischen Bilderzeugung und -wiedergabe angewendet wird (derzeit 18 Bit), dient dem Zweck, den Bildkontrast dynamischer an das Umgebungslicht anpassen zu können.
Bildaufbaurate
Die Helligkeit der einzelnen LED's in Videowänden wird durch das PWM Verfahren gesteuert. Ein Prozessor steuert das Ein- und Ausschalten der einzelnen Dioden dabei mit einer Folge aus sehr kurzen Konstantstromimpulsen, im Bereich von Nanosekunden, wodurch das Auge dies nicht als „Pulsieren“ der LED, sondern als Helligkeitsveränderung wahrnimmt. Dies beschreibt wie oft hintereinander ein komplettes Bild (pro Sekunde) ausgegeben wird und liegt damit um ein Vielfaches höher als die Videofrequenz der Signalquelle.
Scanrate
Scanning wurde durch den begrenzten Platz für die Treiberbausteine bei zunehmend kleiner werdenden Pixelabstand notwendig. Technisch gesehen handelt es sich um die Steuerung mehrerer LEDs mit demselben Treiberausgang. Dies wird durch Zeitmuliplexing realisiert und geschieht meist zeilenweise. Durch das Scanning vermindert sich zum einen die maximale Helligkeit um die Scanning Rate zum anderen wird eine höhere Bildaufbaurate (> 2 kHz) benötigt damit das Bild auch auf Kameraaufnahmen keine „Rücklaustreifen“ zeigt.
Helligkeit/Brillanz
Die Leuchtdichte beziehungsweise Helligkeit eines LED-Systems wird in der Einheit Nit angegeben. Im Outdoor-Bereich sind gut 5000 Nit (cd/m²) üblich, erreicht werden derzeit bis zu 9000 Nit.

## Herstellung
Der Großteil aller Dioden und Platinen wird in China, Japan, Korea und den USA hergestellt. Auch deutsche und europäische Anbieter von Videowänden importieren diese Komponenten und zum Teil die gesamte Videowand.

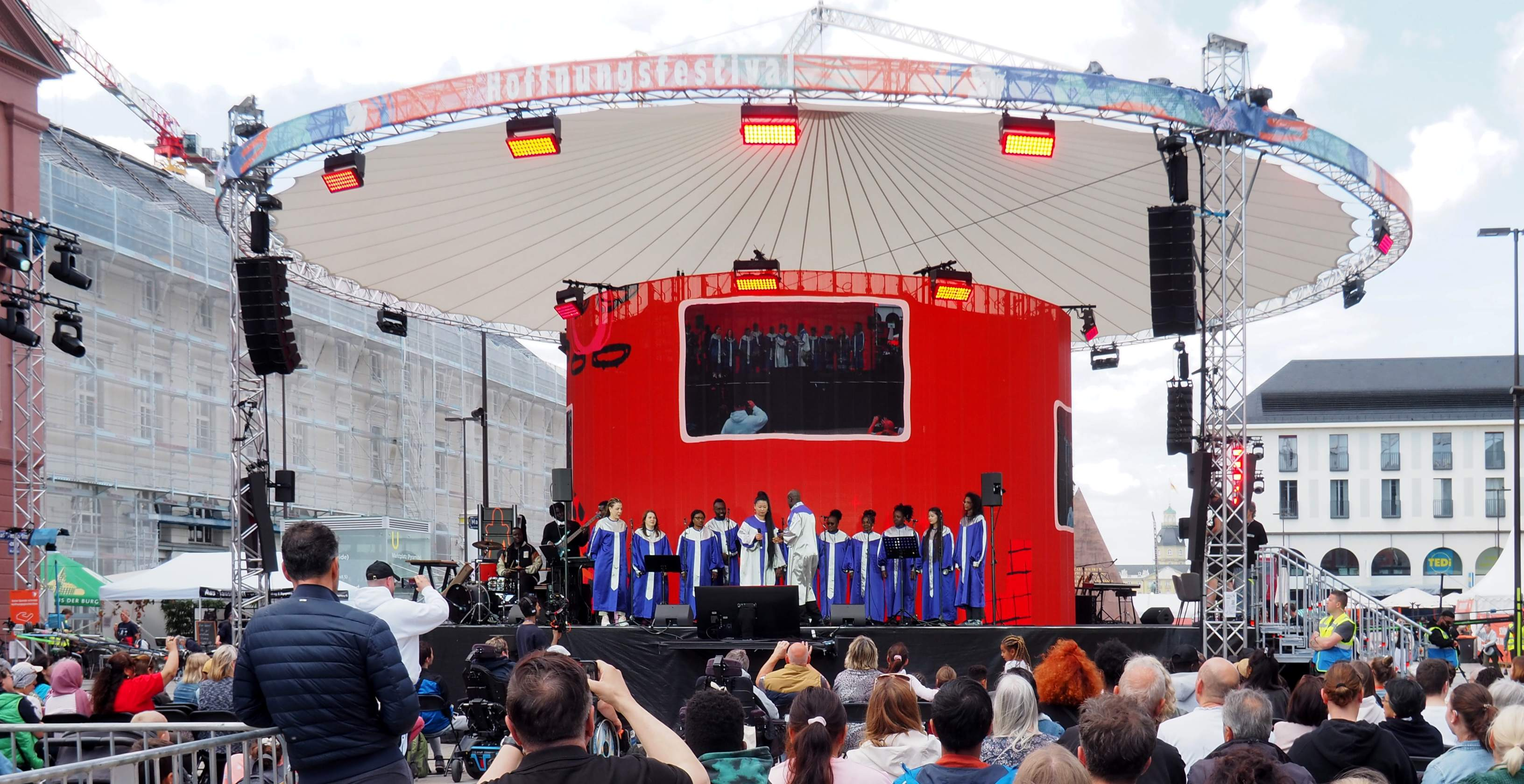
Eine Rundbühne mit 360°-Videowand

## Montage
Videowände werden aus Modulen zusammengesetzt und in ein Gehäuse montiert. Die einzelnen Elemente enthalten neben den LED-Platinen unter anderem Komponenten wie Lüfter, die die im Betrieb entstehende Wärmeentwicklung mindern. Die Bauweise beeinflusst die Tauglichkeit der Anlage unter extremen klimatischen Bedingungen, die Wartungsfreundlichkeit sowie die Lebensdauer der LEDs. Eine spezielle Problemstellung ergibt sich beim Bemühen, die elektromagnetische Abstrahlung einzudämmen und innerhalb der vorgeschriebenen Grenzwerte zu halten.
Beim Einbau in Stadien oder Arenen ist die Mitarbeit eines Statikers erforderlich, und die Befestigung in Versammlungsstätten unterliegt besonders strengen Sicherheitsvorschriften.

## Mobile Lösungen

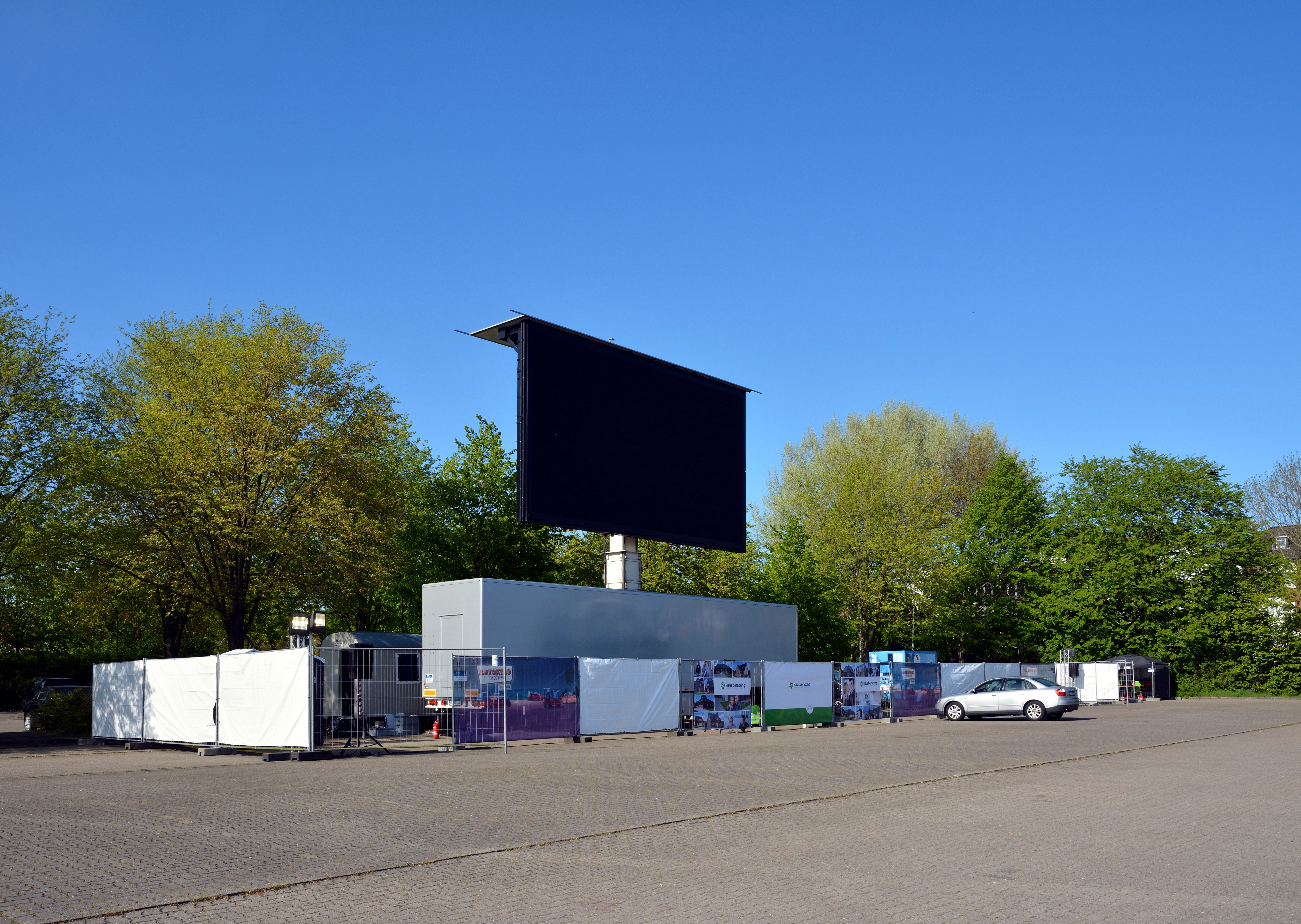
Videowand als temporäres Autokino in Itzehoe

Neben den fest installierten Videowänden werden, insbesondere im Vermietgeschäft, transportable Geräte angeboten, die zum Beispiel am Kran oder an Traversen fixiert werden. Darüber hinaus bieten spezialisierte Hersteller Videowände, die in Showtrucks mit Bühne und Medientechnik integriert sind. Am kompaktesten sind Video-Trailer, also PKW- oder LKW-Anhänger inklusive einer Videowand. Dank eines Generators sind solche Anlagen für den Tageseinsatz meist auch hinsichtlich der Stromversorgung autonom.

## Gesetzliche Auflagen
Eine LED-Videowall erzeugt elektromagnetische Felder und ist daher auch ein Sender, sodass in dessen Umkreis der Funkverkehr beeinträchtigt werden kann. Videowänden und LED-Banden als elektrische Produkte unterliegen der Aufsicht der Bundesnetzagentur (BNetzA). Diese erklärt in einem ihrer Merkblätter (Bundesgesetzblatt Jahrgang 2008 Teil I Nr. 6, ausgegeben zu Bonn am 29. Februar 2008): „Die Bundesnetzagentur ist unter anderem für die Ausführung und Umsetzung des Gesetzes über die elektromagnetische Verträglichkeit von Betriebsmitteln (EMVG) und des Gesetzes über Funkanlagen und Telekommunikationssendeeinrichtungen (FTEG) zuständig. Gemäß § 14 EMVG ist sie befugt, in Verkehr zu bringende oder in Verkehr gebrachte Geräte stichprobenweise auf Einhaltung der Anforderungen nach § 4 und §§ 7 bis 9 EMVG zu prüfen. Dies gilt gleichermaßen auch für die Anforderungen nach dem FTEG.“
Des Weiteren stellen Videowände in der Regel bauliche Objekte im Sinne der Bauordnungen der jeweiligen Bundesländer dar und unterliegen somit sowohl einer Genehmigungspflicht als auch Beschränkungen, die sich aus unterschiedlichsten Ortssatzungen ergeben. So ist z. B. im Stadtgebiet München jegliche bewegliche Lichtwerbung und somit auch der Einsatz von Videowänden nicht genehmigungsfähig. Auch Bestimmungen der StVO, hier im Besonderen § 33 „Verkehrsbeeinträchtigungen“, wie auch Emissionsschutzgesetze der einzelnen Bundesländer sollten im Vorfeld der Planung stationärer Videowände Beachtung finden.

## Weblink
- Stadionwelt-Themenspecial Videowalls & Anzeigetafeln